# Hintere Trojeralm
Die Hintere Trojeralm ist eine Alm im Tal des Trojer Almbachs in der Fraktion Innerrotte der Gemeinde St. Jakob in Defereggen.

## Lage
Die Hintere Trojeralm liegt an den Südabhängen des Kesselpaters in der Lasörlinggruppe nahe am Talboden des Trojer Almbachs. Sie befindet sich rund 100 Meter nördlich des Trojer Almbachs bzw. rund 400 Meter westlich des Kesselpaterabflusses. Die Alm liegt an einem Fahrweg, der vom Ortsteil Hirbe oder Außerberg über die Vordere Trojeralm bis zur Hinteren Trojeralm führt, wo er endet. Die Alm besteht aus vier Hütten, wobei sich eine der Hütten rund 150 Meter westlich des Kesselpaterabflusses und drei weitere rund 400 Meter westlich dieses Baches befinden.

## Geschichte
Die Hintere Trojeralm wird von Bauern aus dem Südtiroler Pustertal bewirtschaftet. Die rund ein Dutzend Almhütten erstreckten sich Mitte des 19. Jahrhunderts zwischen dem Durfeldbach und dem Kesselpaterabfluss. Auch Mitte des 20. Jahrhunderts umfasste die Alm wesentlich mehr Hütten als heute. Noch heute sind Überreste der ehemaligen Hütten vorhanden.

## Aufstiegsmöglichkeiten
Der Weg auf die Hintere Trojeralm führt vom Parkplatz Trojeralmtal in 1610 Metern über die Jausenstation Trojeralm und die Vordere Trojeralm am Fahrweg bis zur Hinteren Trojeralm. Von der Hinteren Trojeralm führt ein Wanderweg weiter zur Neuen Reichenberger Hütte.